# Aimophila
Aimophila är ett fågelsläkte i familjen amerikanska sparvar inom ordningen tättingar. Släktet omfattar numera endast tre arter som förekommer i Nord- och Centralamerika från sydcentrala USA till nordvästra Costa Rica:
- Rostkronad sparv (A. ruficeps)
- Rostryggig sparv (A. rufescens)
- Oaxacasparv (A. notosticta)

Tidigare inkluderades arterna i släktena Rhynchospiza och Peucaea samt fembandad sparv (Amphispizopsis quinquestriata) i Aimophila. Genetiska studier visar dock att de inte alls är varandras närmaste släktingar. De tre kvarvarande arterna i Aimophila står snarare närmare snårsparvarna i Pipilo, Melozone och Atlapetes.